# Robert Buron
Robert Buron (Paris, 27 de fevereiro de 1910 - 28 de abril de 1973) foi um político francês co-fundador com Georges Bidault do Movimento Republicano Popular.

## Biografía
Nasceu em 1910 em Paris. Foi sequestrado durante o putsch dos Generais em Argel em 1961 e em 1965 fundou o movimento político Objectif 72.
Funcionário pùblico, foi varias vezes ministro na Quarta e na Quinta República. Nos ultimos anos de vida, ocupou o cargo de prefeito de Laval, lugar de origem de sua esposa.
Em sua homenagem, o Lycée Robert Buron em Laval foi dedicado para ele.

## Pubblicações
- (em francês) Les obligations du trustee en droit anglais, Parigi, Société général d'imprimerie et d'édition, 136 p., 1938, tese em direito.
- (em francês) Cahiers du travaillisme français, 1943-1944
- (em francês) Dynamisme des États-Unis, recueil d'articles parus dans la presse, 1950-1957, Parigi: S.A.D.E.P., 1957, 96 p.
- (em francês) Le plus beau des métiers, Parigi: Plon, 1963, 252 p.
- (em francês) Carnets politiques de la guerre d'Algérie: par un signataire des accords d'Évian, Parigi: Plon, 1965, 267 p.
- (em francês) Les dernières années de la Quatrième République, carnets politiques, Parigi: Plon, 1968.
- (em francês) Demain la politique, réflexions pour une autre société (in coll. con Jean Offredo e Objectif 72), Parigi: Denoël, 1970, 256 p.
- (em francês) Pourquoi je suis de nouveau candidat ?, Vendôme: C.F.I.B., 1972, 60 p.
- (em francês) Par goût de la vie, coleção curada para Jean Offredo, Parigi: Cerf, 1973, 114 p. (Pour quoi je vis).
- (em francês) La Mayenne et moi ou de la démocratie chrétienne au socialisme, postfação di Marie-Louise Buron, (Malakoff): Cana, 1978, 147 p. (Mémoire vivante).

## Galería de imagens

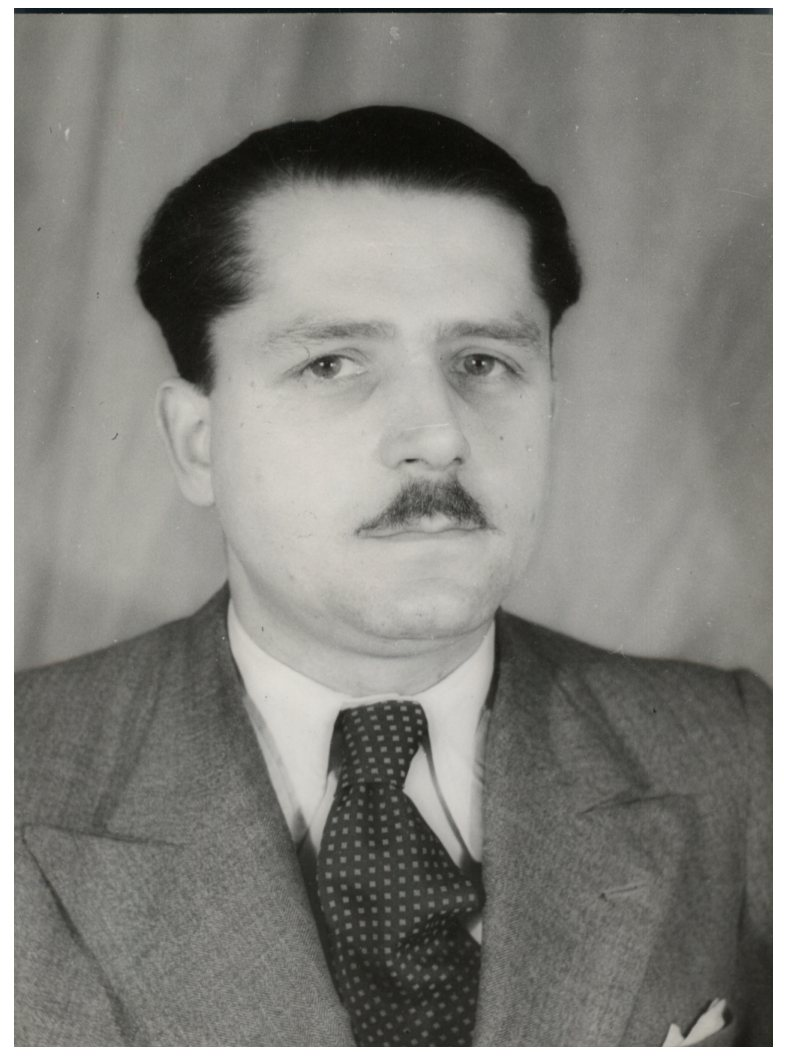
Robert Buron em 1945.